# José Alencar
José Alencar Gomes da Silva (Muriaé; 17 de octubre de 1931-São Paulo; 29 de marzo de 2011) fue un empresario y político brasileño.

## Biografía
Si bien Alencar es un apellido, él fue bautizado con ese nombre, por lo que sus apellidos de familia eran Gomes da Silva. Se inició como comerciante en su adolescencia, prosperando gracias a negocios de telas y cereales. 

### Carrera política
Vinculado al Partido Liberal, hizo carrera como líder gremial siendo presidente de la Federación de las Industrias de Minas Gerais y vicepresidente de la Confederación Nacional de Industria. En 1994 perdió las elecciones para gobernador de Minas Gerais, y en 1998 fue elegido senador; en 2002 su partido pactó una coalición con el Partido de los Trabajadores de Lula da Silva para las elecciones presidenciales y Alencar fue proclamado candidato a la vicepresidencia de Brasil; tomaron posesión de sus cargos el 1 de enero de 2003. Entre 2004 y 2006 ejerció como ministro de Defensa y en este último año fue reelecto vicepresidente nuevamente en fórmula con Lula.
En 2005, se convirtió en miembro del Partido Republicano Brasileño.
Murió el 29 de marzo de 2011, enfermo de cáncer. Fue conocido como «José Alencar, el Resistente».[cita requerida]

## Vida personal
Cuando se fundó PR en 2005, afirmó ser católico. En los últimos dos años de su vida, comenzó a asistir a la Iglesia Universal del Reino de Dios.